# Myrtekrukke
Myrtekrukke (Gaultheria mucronata) er en stedsegrøn dværgbusk med opstigende til opret vækst og mange, behårede og tæt forgrenede skud. Frugterne er hvide, røde eller lilla og pryder busken hele vinteren.

## Beskrivelse
Barken er først vinrød med tiltrykte børstehår. Senere bliver den brun og næsten glat. Knopperne er spredte og grønne med et rødligt skær, men de ses ikke meget i bladhjørnerne. Bladene er ægformede og nålespidse, læderagtige og blanke med svagt savtakket rand. Oversiden er mørkegrøn, mens undersiden er lysegrøn. 
Blomsterne fungerer enten som rent hunlige eller som rent hanlige. En enkelt busk har udelukkende blomster af enten hunlig eller hanlig type. Blomsterne sidder flere sammen i bladhjørnerne og ved skudspidserne. De er lyst rosa og krukkeformede. Frugter ses kun på buske af hunlig type. De er hvide, røde eller lilla og pryder busken hele vinteren. Modne frø ses af og til.
Rodnettet ligger højt i jorden, og det er fint og filtagtigt forgrenet. Busken danner mange udløbere.
Højde x bredde og årlig tilvækst: 0,80 x 0,80 m (5 x 5 cm/år), men iberegnet udløberne bliver den årlige tilvækst i bredden en del større. 

## Hjemsted
Myrtekrukke gror som underskov i vintermilde egne af Østsibirien, Japans nordlige øer, Kurilerne, Sakhalin, Alaska, det vestlige Nordamerika og det sydligste Sydamerika . 
På de havvendte skråninger af Chugach-bjergene i det sydlige Alaska findes den i den subalpine zone, hvor der er et meget havpræget klima med over 8 m snedække og 1.256 mm nedbørsoverskud pr. år, sammen med bl.a. agerbær, alaskael, fjerbregne, revling, skovstjerne, Calamagrostis canadensis (en rørhvene-art), dværgbirk, Erigeron peregrinus (en bakkestjerne-art), revlingbladet phyllodoce, smalbladet gederams, Spiraea beauverdiana (en spiræa-art), Vaccinium caespitosum (en Bølle-art) og Veratrum eschcholtzii (en foldblad-art)

## Anvendelse
God frugtbæring kræver ca. 1 busk af hanlig type for hver 5 af hunlig.

## Eksterne links
- Los altos de San Miguel Totonicapán Arkiveret 5. maj 2008 hos  Wayback Machine (engelsk)
- Alvaro Promis, Gustavo Cruz, Albert Reif og Stefanie Gärtner: Bosques de Nothofagus betuloides...en la Patagonia austral y Tierra del fuego (spansk)